# Possesse
Possesse ist eine französische Gemeinde mit 124 Einwohnern (Stand 1. Januar 2022) im Département Marne in der Region Grand Est. Sie gehört zum Arrondissement Vitry-le-François, zum Kanton Sermaize-les-Bains und liegt im Tal des Flusses Vière.

## Bevölkerungsentwicklung
| Jahr      | 1962 | 1968 | 1975 | 1982 | 1990 | 1999 | 2009 | 2018 |
| Einwohner | 283  | 247  | 195  | 162  | 142  | 145  | 185  | 148  |

## Sehenswürdigkeiten

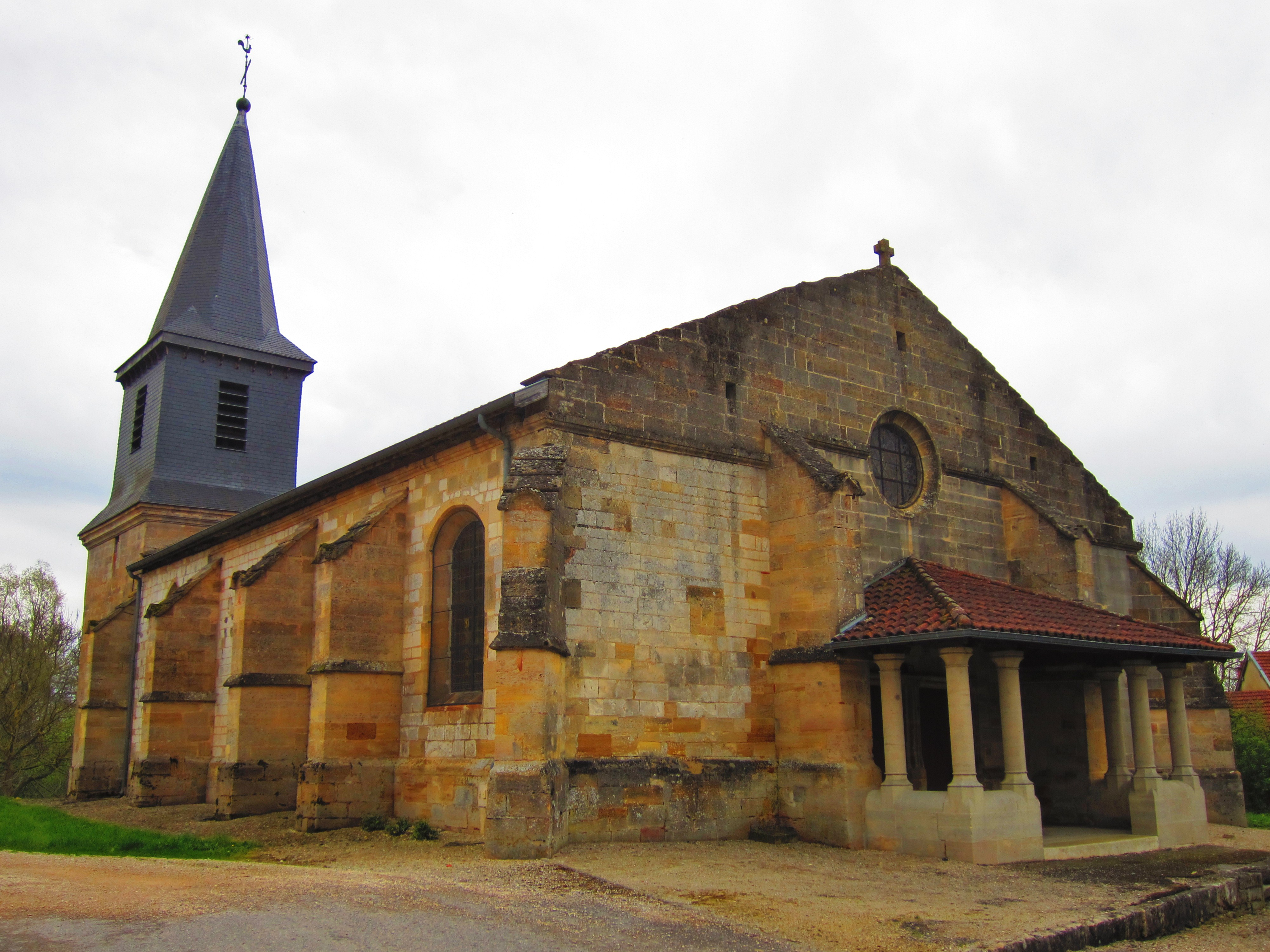
Kirche Saint-Symphorien

- Kirche Saint-Symphorien
- Lavoir (ehemaliges Waschhaus)